# Santa Rita do Araguaia
Santa Rita do Araguaia este un oraș în Goiás (GO), Brazilia.